# Claudio Bizzarri
Claudio Bizzarri (Civitanova Marche, 21 dicembre 1933 – Porto Sant'Elpidio, 6 novembre 2016) è stato un calciatore italiano, di ruolo attaccante.

## Carriera

Orlando Rozzoni e Bizzarri alla Fiorentina nella stagione 1956-1957, impegnati in Coppa Grasshoppers.

La sua prima avventura calcistica la vive nella squadra della sua città, la Civitanovese, nella stagione 1951-52, quando la formazione marchigiana militava nel campionato di Promozione Regionale.
Nell'annata successiva viene acquistato dal Venezia, dove rimane per due anni prima di compiere il salto professionale in Serie A con la Fiorentina, all'epoca ai vertici del calcio italiano ed internazionale. Nel capoluogo toscano affina le sue capacità tecnico-tattiche sotto l'attenta guida di Fulvio Bernardini. In quattro anni di militanza in casacca gigliata, il centravanti marchigiano ha visto il momento più significativo con la conquista dello scudetto nella stagione 1955-1956, dominata dalla formazione viola, e l'aver vissuto la finale di Coppa dei Campioni nel 1957 persa contro il Real Madrid di Alfredo Di Stéfano. In quel periodo conquista anche il torneo Internazionale la Coppa Grasshoppers.
Bizzarri viene poi acquistato nel 1958 dalla Lazio di Fuffo Bernardini. Disputa ben cinque stagioni in biancoceleste, collezionando 109 presenze e 19 goal in campionato, vincendo anche la Coppa Italia al primo anno nella Capitale, battendo in finale 1-0 proprio la Fiorentina, sua ex squadra. Per un certo periodo è stato anche capitano della squadra romana.
Decide di porre fine alla sua avventura con le Aquile nel 1963, quando torna alla Civitanovese, per poi trasferirsi alla Maceratese ed infine ritornando coi rossoblù marchigiani.

## Palmarès

### Competizioni nazionali
- Campionato italiano: 1

Fiorentina: 1955-1956
- Coppa Italia: 1

Lazio: 1958

### Competizioni internazionali
- Coppa Grasshoppers:1

Fiorentina: 1956-1957